# Brynjar Valdimarsson
Brynjar Valdimarsson (także Bryngmar Valdimarsson ; ur. 30 grudnia 1967) – islandzki snookerzysta.

## Kariera
Brynjar Valdimarsson został po raz pierwszy mistrzem Islandii w 1988 roku i przez kolejne cztery lata skutecznie bronił tytułu. W styczniu 1991 roku na World Masters dotarł do ostatnie 128., gdzie przegrał 2:6 z Tajlandczykiem Udonem Khaimukiem. Na sezon 1992/93 otrzymał kartę do World Snooker Tour. Jego najlepsze wyniki w tym sezonie to dotarcie do czwartej rundy kwalifikacyjnej w Welsh Open i Asian Open. Na Mistrzostwach Świata w 1993 roku dotarł do drugiej rundy kwalifikacyjnej i został wyeliminowany 4:5 przez Simona Morfitta. Pod koniec sezonu stracił miejsce w Main Tour.
W 1999 roku Brynjar przegrał finał mistrzostw Islandii z Jóhannesem B. Jóhannessonem. W tym samym roku po raz pierwszy dostał się do finałowej rundy Mistrzostw Świata Amatorów, przegrywając w 1/16 finału ze Szwedem Farhanem Mirzą. Na zawodowych mistrzostwach świata w 2000 i 2002 roku odpadł w eliminacjach. Na Mistrzostwach Europy w 2003 roku dotarł do 1/8 finału. W 2004 roku zdobył swój szósty tytuł mistrza kraju, pokonując w finale 9:1 Ásgeira Ásgeirssona. W grudniu 2004 roku dotarł do 1/8 finału Mistrzostw Świata Amatorów, gdzie przegrał 3:5 z ostatecznym finalistą Steve’em Mifsudem. Na Mistrzostwach świata zawodowców 2005 odpadł jednak w pierwszej rundzie kwalifikacyjnej. W 2007 roku przegrał w finale mistrzostw Islandii z Kristjánem Helgasonem, ale w 2010 roku ponownie wygrał turniej. Na Mistrzostwach Europy Seniorów w 2010 i 2012 roku dotarł do 1/8 finału, a na Mistrzostwach Świata Seniorów w 2010 roku znalazł się wśród najlepszych 24 zawodników. W maju 2013 roku przegrał w finale mistrzostw Islandii 1:9 z Kristjánem Helgasonem.

## Osiągnięcia
- Mistrz Islandii: |1988, 1989, 1990, 1991, 1992, 2004, 2010